# Lista delle università in Italia
La lista delle università in Italia annovera le università italiane presenti sul territorio della Repubblica Italiana.

## Cronologia sintetica
Le prime università nella penisola italiana apparvero già nel medioevo, nei secoli XI, XII e XIII, promosse e sostenute dalle rigogliose vitalità comunali allora esistenti. Le università attualmente in funzione costituite prima del 1500 sono le seguenti 17, in ordine di data di costituzione: l'Università di Bologna "Alma Mater Studiorum" (anno di fondazione 1088), l'Università degli Studi di Modena (1175), l'Università degli Studi di Padova (1222), l'Università degli Studi di Napoli "Federico II" (1224), l'Università degli Studi di Siena (1240), l'Università degli Studi di Macerata (1290), l'Università degli Studi di Roma "La Sapienza" (1303), l'Università degli Studi di Perugia (1308), l'Università degli Studi di Firenze (1321), l'Università degli Studi di Camerino (1336), l'Università degli Studi di Pisa (1343), l'Università degli Studi di Pavia (1361), l'Università degli Studi di Ferrara (1391), l'Università degli Studi di Torino (1404), l'Università degli Studi di Parma (1413), l'Università degli Studi di Catania (1434), l'Università degli Studi di Genova (1481).
Successivamente, dal 1500 al 1850 sono state costituite altre otto università: l'Università degli Studi di Urbino (1506),  l'Università degli Studi di Messina (1548), l'Università degli Studi dell'Aquila (1596), l'Università degli Studi di Sassari (1617),  l'Università degli Studi di Cagliari (1626), l'Università degli Studi di Napoli "L'Orientale" (1732), l'Università degli Studi di Palermo (1805), la Scuola Normale Superiore di Pisa (1810). Nei settant'anni dal 1850 al 1920 sono state costituite cinque università statali: il Politecnico di Torino (1859), il Politecnico di Milano (1863), l'Università "Ca' Foscari" di Venezia (1868), l'Università per Stranieri di Siena (1917) e l'Università degli Studi di Napoli "Parthenope" (1920), nonché due università private: l'Istituto Universitario Suor Orsola Benincasa di Napoli (1864) e l'Università commerciale Luigi Bocconi di Milano (1902).
Dal 1920 al 1940, nel periodo fascista, sono state costituite cinque università statali: l'Università degli Studi di Milano (1923), l'Università degli Studi di Trieste (1924), l'Università degli Studi di Bari (1925), l'Università per stranieri di Perugia (1925), l'Istituto Universitario di Architettura di Venezia (1926) e due università private: l'Università Cattolica del Sacro Cuore di Milano (1921), che poi ha costituito sedi in varie altre città d'Italia, e la Libera Università Santa Maria Assunta di Roma – LUMSA (1939).
Nel secondo dopoguerra (dal 1945 ad oggi) sono state costituite 33 università, dodici università private tradizionali e undici università private telematiche.

## Distribuzione per regione

### Università statali

#### Abruzzo
Nella regione Abruzzo vi sono tre università statali:
- Università degli Studi "Gabriele d'Annunzio" - Chieti, Pescara, Lanciano, Torrevecchia Teatina, Torre de' Passeri, Vasto
- Università degli Studi dell'Aquila - L'Aquila, Avezzano, Sulmona
- Università degli Studi di Teramo - Teramo, Avezzano, Lanciano

#### Basilicata
Nella regione Basilicata vi è un'università statale:
- Università degli Studi della Basilicata - Potenza, Matera

#### Calabria
Nella regione Calabria vi sono tre università statali:
- Università degli Studi Magna Græcia di Catanzaro - Catanzaro, Lamezia Terme, Vibo Valentia
- Università della Calabria - Cosenza, Rende
- Università degli Studi "Mediterranea" di Reggio Calabria - Reggio Calabria, Lamezia Terme

#### Campania
Nella regione Campania vi sono sette università statali:
- Università degli Studi di Napoli "Federico II" - Napoli, Arco Felice, Avellino, Benevento, Castellammare di Stabia, Frattaminore, Portici, Torre del Greco
- Scuola Superiore Meridionale - Napoli
- Università degli Studi di Napoli "L'Orientale" (già Istituto Universitario Orientale di Napoli) - Napoli
- Università degli Studi di Napoli "Parthenope" (già Istituto Universitario Navale) - Napoli, Afragola, Nola, Potenza, Torre Annunziata
- Università degli Studi della Campania Luigi Vanvitelli (già Seconda Università degli Studi di Napoli) - Caserta, Aversa, Capua, Marcianise, Napoli, Santa Maria Capua Vetere
- Università degli Studi di Salerno - Fisciano, Baronissi, Lancusi
- Università degli Studi del Sannio - Benevento, Ariano Irpino

#### Emilia-Romagna
Nella regione Emilia-Romagna vi sono quattro università statali:
- Alma Mater Studiorum - Università di Bologna (ex Università degli Studi di Bologna)[1] - Bologna, Cesena, Forlì, Ravenna, Rimini
- Università degli Studi di Ferrara - Ferrara, Bolzano, Pieve di Cento, Rovigo
- Università degli Studi di Modena e Reggio Emilia - Modena, Reggio Emilia
- Università degli Studi di Parma - Parma, Piacenza[2]

#### Friuli-Venezia Giulia
Nella regione Friuli-Venezia Giulia vi sono due università statali:
- Università degli Studi di Trieste - Trieste, Gorizia, Pordenone, Portogruaro
- Università degli Studi di Udine - Udine, Gorizia, Pordenone, Mestre, Gemona del Friuli

#### Lazio
Nella regione Lazio vi sono sei università statali:
- Università degli Studi di Cassino e del Lazio Meridionale - Cassino, Frosinone, Terracina
- Università degli Studi di Roma "Foro Italico" (ex Istituto Universitario di Scienze Motorie) - Roma
- Università degli Studi di Roma "La Sapienza" - Roma, Bracciano, Buenos Aires, Cassino, Civitavecchia, Isernia, Frosinone, Latina, Narni, Pozzilli, Rieti, Sora, Viterbo
- Università degli Studi di Roma Tor Vergata - Roma, Cassino, Sora,
- Università degli Studi Roma Tre - Roma
- Università degli Studi della Tuscia - Viterbo, Cittaducale, Civitavecchia

#### Liguria
Nella regione Liguria vi è un'università statale:
- Università degli Studi di Genova - Genova, Chiavari, Imperia, La Spezia, Livorno, Pietra Ligure, Savona

#### Lombardia
Nella regione Lombardia vi sono otto università statali:
- Università degli Studi di Bergamo - Bergamo, Dalmine
- Università degli Studi di Brescia - Brescia, Chiari, Cremona, Desenzano del Garda, Esine, Mantova
- Politecnico di Milano - Milano, Como, Cremona, Lecco, Mantova, Piacenza
- Università degli Studi di Milano - Milano, Cernusco sul Naviglio, Crema, Como (Ospedale "Sant'Anna")[3], Edolo, Gargnano, Lodi, Rozzano, San Donato Milanese, Segrate, Sesto San Giovanni, Torrazza Coste
- Università degli Studi di Milano-Bicocca - Milano, Bolzano, Monza, Como (Ospedale "Sant'Anna")[4]
- Istituto Universitario di Studi Superiori - Pavia
- Università degli Studi di Pavia - Pavia, Cremona, Mantova (ad esaurimento)
- Università degli Studi dell'Insubria - Varese, Como

#### Marche
Nella regione Marche vi sono quattro università statali:
- Università Politecnica delle Marche - Ancona, Ascoli Piceno, Fermo, Macerata, San Benedetto del Tronto, Pesaro
- Università degli Studi di Camerino - Camerino, Ascoli Piceno, Matelica, Recanati, San Benedetto del Tronto
- Università degli Studi di Macerata - Macerata, Civitanova Marche, Fermo, Jesi, Osimo, Spinetoli
- Università degli Studi di Urbino - Urbino, Fano, Pesaro

#### Molise
Nella regione Molise vi è un'università statale:
- Università degli Studi del Molise - Campobasso, Pesche, Termoli

#### Piemonte
Nella regione Piemonte vi sono tre università statali:
- Università degli Studi del Piemonte Orientale "Amedeo Avogadro" - Vercelli, Alessandria, Asti, Biella, Domodossola, Novara, Verbania
- Università degli Studi di Torino - Torino, Aosta, Asti, Biella, Cuneo, Savigliano, Grugliasco
- Politecnico di Torino - Torino, Alessandria, Aosta, Biella, Ivrea, Mondovì, Vercelli

#### Puglia
Nella regione Puglia vi sono quattro università statali:
- Politecnico di Bari - Bari, Taranto, Foggia.
- Università degli Studi di Bari - Bari, Brindisi, Taranto.
- Università degli Studi di Foggia - Foggia, Barletta, Cerignola, Lucera, Manfredonia, San Giovanni Rotondo, San Severo
- Università del Salento (ex Università degli Studi di Lecce) - Lecce, Brindisi, Mesagne

#### Sardegna
Nella regione Sardegna vi sono due università statali:
- Università degli Studi di Cagliari - Cagliari, Nuoro, Oristano, Iglesias, Monserrato
- Università degli Studi di Sassari - Sassari, Alghero, Nuoro, Olbia, Oristano, Tempio Pausania

#### Sicilia
Nella Regione Sicilia vi sono tre università statali:
- Università degli Studi di Catania - Catania, Ragusa, Siracusa
- Università degli Studi di Messina - Messina, Locri, Modica, Noto, Priolo Gargallo
- Università degli Studi di Palermo - Palermo, Agrigento, Caltanissetta, Trapani

#### Toscana
Nella regione Toscana vi sono sette università statali:
- Università degli Studi di Firenze - Firenze, Calenzano, Empoli, Figline Valdarno, Pistoia, Prato, San Giovanni Valdarno, Sesto Fiorentino, Lagonegro
- IMT - Scuola IMT Alti Studi Lucca - Lucca
- Scuola Normale Superiore - Pisa, Firenze, Cortona
- Scuola superiore di studi universitari e di perfezionamento Sant'Anna - Pisa, Pontedera
- Università di Pisa (ex Università degli Studi di Pisa) - Pisa, Carrara, Cecina, Livorno, Lucca, Massa, Pontedera, Rosignano Marittimo, Sarzana
- Università degli Studi di Siena - Siena, Colle di Val d'Elsa, Arezzo, San Giovanni Valdarno, Grosseto, Follonica
- Università per stranieri di Siena, Siena

#### Trentino-Alto Adige
Nella regione Trentino-Alto Adige esiste una sola università statale:
- Università degli Studi di Trento - Trento, Rovereto

#### Umbria
Nella regione Umbria vi sono due università statali:
- Università degli Studi di Perugia - Perugia, Orvieto, Terni, Foligno, Assisi, Narni
- Università per stranieri di Perugia, Perugia

#### Veneto
Nella regione Veneto vi sono quattro università statali:
- Università degli Studi di Padova - Padova, Asiago, Castelfranco Veneto, Chioggia, Conegliano, Feltre, Mirano, Legnaro, Rovigo, Treviso, Venezia, Vicenza, Vittorio Veneto, Portogruaro
- Università Ca' Foscari Venezia - Venezia, Treviso, Portogruaro, Mestre
- Università Iuav di Venezia (ex Iuav Università degli Studi, già IUAV - Istituto universitario di architettura di Venezia) - Venezia, Mestre, Treviso
- Università degli Studi di Verona - Verona, Ala, Bolzano, Mantova[5], Rovereto, Trento, Vicenza, Canazei

### Università non statali
All'esito di un iter promotore che può essere avviato da qualsiasi soggetto di diritto pubblico o privato, sono istituite, non semplicemente riconosciute, con decreto ministeriale del ministro competente in materia universitaria ed autorizzate ad utilizzare il titolo di università, ateneo, politecnico o istituto di istruzione universitaria. In tal caso, rilasciano i titoli accademici relativi all'ordinamento universitario, aventi valore legale, in nome della legge. Pertanto anche alle università non statali, siano promosse da enti pubblici o da enti privati, si applica comunque, per le procedure relative al reclutamento del personale docente e per il rilascio dei titoli di studio, il medesimo quadro normativo delle università statali. Si applicano procedure di tipo privatistico solo nel reclutamento dei professori incaricati, (per i quali sono previsti contratti di diritto privato senza procedure comparative anche presso le università dello Stato ai sensi del decreto del Ministro dell'università e della ricerca scientifica e tecnologica 21 maggio 1998, nº 242). Per i ricorsi relativi a tutte le procedure amministrative (concorsi, ammissione ai corsi a numero programmato o con verifica della preparazione iniziale, rilascio dei titoli di studio ecc.) sono competenti gli organi della giustizia amministrativa (TAR e, in istanza di appello, il Consiglio di giustizia amministrativa per la Regione Siciliana e Consiglio di Stato). Tutte le università hanno personalità giuridica di diritto pubblico.
L'elenco è suddiviso in tre paragrafi, uno riportante l'elenco delle università promosse da enti pubblici, l'altro includente gli istituti promossi da realtà di diritto privato, ed il terzo le università telematiche. L'Università telematica Leonardo da Vinci, pur non inclusa nel primo elenco, è promossa da un ente pubblico, l'Università degli Studi "Gabriele d'Annunzio" di Chieti e Pescara, così come l'UNITELMA Sapienza è promossa dall'ente pubblico Sapienza - Università di Roma e la Nettuno da un consorzio di università quasi tutte statali.

#### Università non statali promosse da enti pubblici
- Università della Valle d'Aosta / Université de la Vallée d'Aoste (Aosta, Saint-Christophe)
- Libera università di Bolzano / Freie Universität Bozen / Free University of Bozen-Bolzano (Bolzano, Bressanone, Brunico)
- Università degli Studi di Enna "Kore" (Enna Bassa)

#### Università non statali promosse da enti privati
- Università degli Studi di Scienze Gastronomiche (Bra)
- Libera Università Mediterranea Giuseppe Degennaro (Casamassima)
- Università Carlo Cattaneo LIUC (ex Libero istituto universitario "Carlo Cattaneo" - LIUC) (Castellanza)
- Libera università di lingue e comunicazione IULM (Milano)
- Università Cattolica del Sacro Cuore (Milano, Brescia, Cremona, Piacenza, Roma, Campobasso)
- Università commerciale Luigi Bocconi (Milano, Roma)
- Università Vita-Salute San Raffaele (Milano, Cesano Maderno)
- Humanitas University (Pieve Emanuele, Bergamo, Rozzano)
- Università degli Studi "Suor Orsola Benincasa" (Napoli, Pomigliano d'Arco, Salerno)
- Università per stranieri "Dante Alighieri" di Reggio Calabria (Reggio Calabria, Messina)
- Libera università internazionale degli studi sociali Guido Carli (Roma)
- Libera Università Maria Santissima Assunta (Roma, Palermo, Taranto, Gubbio)
- Università Campus Bio-Medico (Roma)
- Università degli Studi Internazionali di Roma (Roma)
- Università degli Studi Link Campus University (Roma)
- Università Europea di Roma (Roma)
- Saint Camillus International University of Health Sciences (Roma)
- ESCP Business School[6] (Torino)
- International University College of Turin[7][8][9][10] (Torino)

- Istituto Universitario Salesiano di Venezia IUSVE[11] (Venezia e Verona)
- 24h Business School (Milano, Roma)

#### Università non statali telematiche
Le università telematiche, chiamate anche università digitali, sono università nelle quali le lezioni non sono svolte in presenza in un'aula, ma preparate dal professore prima e, successivamente, fruite dallo studente in Internet nel luogo e nel momento che lo studente stesso ritiene più opportuno. Molte università telematiche con il passare del tempo hanno subito un'evoluzione affiancando alle lezioni online le lezioni in presenza. Inoltre alcune di esse sono dotate di veri e propri campus universitari all'americana come l'Università Niccolò Cusano e l'Università E-Campus.
I due sistemi sono identici per quanto riguarda le sessioni d'esame e il titolo di studio rilasciato al termine del percorso accademico.
Diversi sono: la modalità organizzativa delle lezioni e lo studio autonomo, che nelle università telematiche è arricchito dalla disponibilità on line di un tutor personale.
In Italia sono undici le università telematiche legalmente riconosciute:
- Università telematica Giustino Fortunato (Benevento)
- Università telematica "Italian University Line" (Firenze)
- Università telematica "Pegaso" (Napoli)
- Università telematica "eCampus" (Novedrate, Roma, Messina)
- Università telematica "Guglielmo Marconi" (Roma, Milano, Firenze, Napoli, Reggio Calabria, Palermo, Cento, Trani, Casarza Ligure, Selargius)
- Università degli Studi "Niccolò Cusano" (Roma)
- Università telematica internazionale "UniNettuno" (Roma, Torino, Viareggio)
- Università telematica San Raffaele (Roma)
- Università telematica UNITELMA Sapienza (Roma, Palermo)
- Università telematica Universitas Mercatorum (Roma, Milano, Napoli)
- Università telematica "Leonardo da Vinci" (Torrevecchia Teatina)

## Istituti universitari

### Istituti di alta formazione artistica, musicale e coreutica (A.F.A.M.)

#### Istituti superiori per le industrie artistiche
Gli istituti superiori per le industrie artistiche (ISIA) sono strutture pubbliche di livello universitario istituite dal Ministero dell'istruzione, dell'università e della ricerca il cui accesso è a numero chiuso previa una rigida selezione. Propongono un'offerta formativa e didattica nel campo del Design e della Comunicazione, rilasciando, in seguito, titoli di Diploma Accademico equivalenti ai Diplomi di Laurea di primo e secondo livello. Gli ISIA attivi in Italia risultano essere cinque; quello di Roma dispone inoltre di una sede decentrata:
- Istituto superiore per le industrie artistiche (Faenza)
- Istituto superiore per le industrie artistiche (Firenze)[14]
- Istituto superiore per le industrie artistiche[15][16] – Roma, Pordenone, Pescara
- Istituto superiore per le industrie artistiche (Urbino)

#### Accademie di belle arti

##### Statali
Riportate di seguito divise per regione:

###### Puglia
- Accademia di belle arti di Bari
- Accademia di belle arti di Foggia
- Accademia di belle arti di Lecce

###### Emilia-Romagna
- Accademia di belle arti di Bologna
- Accademia di belle arti di Parma

###### Toscana
- Accademia di belle arti di Carrara
- Accademia di belle arti di Firenze

###### Lombardia
- Accademia Carrara
- Accademia di belle arti di Brera

###### Sicilia
- Accademia di belle arti di Catania
- Accademia di belle arti di Palermo

###### Calabria
- Accademia di belle arti di Catanzaro
- Accademia di belle arti di Reggio Calabria

###### Lazio
- Accademia di belle arti di Frosinone
- Accademia di belle arti di Roma
- Accademia nazionale di arte drammatica  "Silvio d'Amico"
- Accademia nazionale di danza

###### Abruzzo
- Accademia di belle arti dell'Aquila

###### Marche
- Accademia di belle arti di Macerata
- Accademia di belle arti di Urbino

###### Campania
- Accademia di belle arti di Napoli

###### Sardegna
- Accademia di belle arti di Sassari

###### Piemonte
- Accademia Albertina di Torino
- Accademia di belle arti di Cuneo

###### Veneto
- Accademia di belle arti di Venezia
- Accademia di belle arti di Verona

##### Private legalmente riconosciute
Riportate di seguito divise per regione:

###### Piemonte
- Istituto d'Arte Applicata e Design (IAAD)
- Istituto Europeo di Design (IED)

Scuola del Teatro Musicale

###### Campania
- Accademia della Moda

###### Toscana
- Accademia Italiana di Arte, Moda e Design
- Istituto Europeo di Design (IED)
- Libera Accademia di Belle Arti di Firenze
- Istituto Modartech
- Polimoda
- Florence Design Academy
- Florence University of the Arts - The American University of Florence (FUA)

###### Lazio
- Accademia nazionale di San Luca
- Istituto Pantheon Design & Technology
- Quasar progetto S.R.L.
- Accademia di belle arti Rome University of Fine Arts di Roma
- Accademia di Costume e Moda
- Istituto DUOFIN ART - Accademia delle Arti e Nuove Tecnologie
- Accademia internazionale di teatro
- Accademia di belle arti Lorenzo da Viterbo di Viterbo
- Accademia Italiana di Arte, Moda e Design
- Istituto Europeo di Design (IED)

###### Sicilia
- Accademia di belle arti Michelangelo di Agrigento
- Accademia di belle arti Nike di Catania
- Accademia di belle arti Picasso di Palermo
- Accademia di belle arti Mediterranea di Ragusa e Messina
- Accademia Belle Arti ABAM di Messina
- Accademia di belle arti Abadir di Sant'Agata li Battiati e San Martino delle Scale
- Accademia di belle arti Rosario Gagliardi di Siracusa
- Accademia di belle arti Kandinskij di Trapani
- Accademia di belle arti Eleonora d'Aragona di Sciacca
- Centro Sperimentale di Cinematografia di Palermo

###### Lombardia
- Accademia "Lorenzo Lotto" di Bergamo
- SAE Italia International Technology College
- Istituto Marangoni
- Fondazione Accademia d’Arti e Mestieri dello spettacolo Teatro Alla Scala
- Civica Scuola di Teatro Paolo Grassi
- Accademia del Lusso
- Domus Academy
- Istituto Europeo di Design (IED)
- Accademia di Costume e Moda
- Libera accademia di belle arti (LABA)
- Accademia di belle arti SantaGiulia di Brescia
- Accademia di belle arti Aldo Galli di Como
- Accademia di belle arti europea dei media
- Nuova accademia di belle arti (NABA)

###### Liguria
- Accademia ligustica di belle arti di Genova
- Accademia di belle arti di Sanremo

###### Umbria
- Accademia di belle arti Pietro Vannucci di Perugia

###### Emilia-Romagna
- Accademia di belle arti di Ravenna
- The Bernstein School of Musical Theater
- Libera Accademia di Belle Arti di Rimini

###### Calabria
- Accademia di belle arti Fidia di Stefanaconi

###### Friuli-Venezia Giulia
- Accademia di belle arti G. B. Tiepolo di Udine

###### Sardegna
- Istituto Europeo di Design (IED)

###### Marche
- Istituto Poliarte

###### Basilicata
- Istituto del Design (IFOR s.r.l.)

###### Umbria
- Istituto Italiano Design

###### Trentino-Alto Adige
- Trentino Art Academy

#### Conservatori

##### Privati
Riportati di seguito divisi per regione:

###### Lombardia
- Mussida Music Publishing

###### Lazio
- Saint Louis Music Center - College of Music

###### Toscana
- Scuola di musica di Fiesole
- Siena Jazz - Accademia nazionale del Jazz

##### Statali
Riportati di seguito divisi per regione:

###### Lombardia
- Milano Civica Scuola di Musica
- Conservatorio di musica di Milano "Giuseppe Verdi"
- Conservatorio di musica di Brescia "Luca Marenzio"
- Conservatorio di musica di Como "Giuseppe Verdi"
- Conservatorio di musica di Mantova "Lucio Campiani"

###### Veneto
- Conservatorio di musica di Adria "Antonio Buzzolla"
- Conservatorio di musica di Rovigo "Francesco Venezze"
- Conservatorio di musica di Castelfranco Veneto "Agostino Steffani"
- Conservatorio di musica di Vicenza "Arrigo Pedrollo"
- Conservatorio di musica di Verona "E. F. dall'Abaco"
- Conservatorio di musica di Padova "Cesare Pollini"
- Conservatorio di musica di Venezia "Benedetto Marcello" - Palazzo Pisani

###### Piemonte
- Conservatorio di musica di Alessandria "Antonio Vivaldi"
- Conservatorio di musica di Cuneo "G.F. Ghedini"
- Conservatorio di musica di Novara "Guido Cantelli"
- Conservatorio di musica di Torino "Giuseppe Verdi"

###### Campania
- Conservatorio di musica di Avellino "Domenico Cimarosa"
- Conservatorio di musica di Benevento "Nicola Sala"
- Conservatorio di musica di Napoli "San Pietro a Majella"
- Conservatorio di musica di Salerno "Giuseppe Martucci"

###### Puglia
- Conservatorio di musica di Bari "Niccolò Piccinni"
- Conservatorio di musica di Foggia "Umberto Giordano"
- Conservatorio di musica di Lecce "Tito Schipa"
- Conservatorio di musica di Monopoli "Nino Rota"

###### Emilia-Romagna
- Conservatorio di musica di Bologna "Giovan Battista Martini"
- Conservatorio di musica di Parma "Arrigo Boito"
- Conservatorio di musica di Cesena "Bruno Maderna"
- Conservatorio di musica di Ferrara "Girolamo Frescobaldi"
- Conservatorio di musica di Piacenza "Giuseppe Nicolini"

###### Trentino-Alto Adige
- Conservatorio di musica di Bolzano "Claudio Monteverdi"
- Conservatorio di musica di Trento "Francesco A. Bonporti"

###### Sardegna
- Conservatorio di musica di Cagliari "Pierluigi da Palestrina"
- Conservatorio di musica di Sassari "Luigi Canepa"

###### Molise
- Conservatorio di musica di Campobasso "Lorenzo Perosi"

###### Calabria
- Conservatorio di musica di Cosenza "Stanislao Giacomantonio"
- Conservatorio di musica di Reggio Calabria "Francesco Cilea"
- Conservatorio di musica di Vibo Valentia "Fausto Torrefranca"

###### Marche
- Conservatorio di musica di Fermo "Giovambattista Pergolesi"
- Conservatorio di musica di Pesaro "Gioachino Rossini"

###### Toscana
- Conservatorio di musica di Firenze "Luigi Cherubini"

###### Lazio
- Conservatorio di musica di Frosinone "Licinio Refice"
- Conservatorio di musica di Latina "Ottorino Respighi"
- Conservatorio di musica di Roma "Santa Cecilia"

###### Liguria
- Conservatorio di musica di Genova "Nicolò Paganini"
- Conservatorio di musica della Spezia "Giacomo Puccini"

###### Abruzzo
- Conservatorio di musica dell'Aquila "Alfredo Casella"
- Conservatorio di musica di Pescara "Luisa D'Annunzio"
- Istituto statale superiore di studi musicali e coreutici "Gaetano Braga" di Teramo

###### Basilicata
- Conservatorio di musica di Matera "Egidio Romualdo Duni"
- Conservatorio di musica di Potenza "Gesualdo da Venosa"

###### Sicilia
- Conservatorio di musica di Messina "Arcangelo Corelli"
- Conservatorio di musica di Palermo "Alessandro Scarlatti"
- Conservatorio di musica di Trapani "Antonio Scontrino"
- Conservatorio Vincenzo Bellini di Catania

###### Umbria
- Conservatorio di musica di Perugia "Francesco Morlacchi"

###### Friuli-Venezia Giulia
- Conservatorio di musica di Trieste "Giuseppe Tartini"
- Conservatorio di musica di Udine "Jacopo Tomadini"

#### Istituti superiori di studi musicali
- Istituto superiore di studi musicali della Valle d'Aosta - Aosta
- Istituto superiore di studi musicali Gaetano Donizetti - Bergamo
- Istituto superiore di studi musicali Vincenzo Bellini - Caltanissetta
- Istituto superiore di studi musicali Claudio Monteverdi - Cremona
- Istituto superiore di studi musicali Giacomo Puccini - Gallarate
- Istituto superiore di studi musicali Pietro Mascagni - Livorno
- Istituto superiore di studi musicali Luigi Boccherini - Lucca
- Istituto superiore di studi musicali Orazio Vecchi - Antonio Tonelli -Modena e Carpi
- Istituto superiore di studi musicali P. I. Tchaikovsky - Nocera Terinese
- Istituto superiore di studi musicali Franco Vittadini - Pavia
- Istituto superiore di studi musicali Giuseppe Verdi - Ravenna
- Istituto superiore di studi musicali Achille Peri - Reggio Emilia e Castelnovo ne' Monti
- Istituto superiore di studi musicali Arturo Toscanini - Ribera
- Istituto superiore di studi musicali Giovanni Lettimi - Rimini
- Istituto superiore di studi musicali Rinaldo Franci - Siena
- Istituto superiore di studi musicali Giovanni Paisiello - Taranto
- Istituto superiore di studi musicali Giulio Briccialdi - Terni

### Istituti di alta formazione e ricerca

#### Scuole superiori
In Italia sono altresì riconosciute dal ministero come completamente autonome ed aventi statuto universitario anche quattro scuole superiori e quattro istituti di alta formazione dottorale che funzionano da collegi di eccellenza per gli studenti universitari e/o per il perfezionamento post-universitario.
Quelle riconosciute sono:
- Scuola Normale Superiore di Pisa e Firenze
- Scuola superiore di studi universitari e di perfezionamento Sant'Anna (SSSUP) di Pisa
- Istituto Universitario di Studi Superiori (IUSS) di Pavia
- Scuola Superiore Meridionale (SSM) di Napoli

Alcune scuole superiori non sono riconosciute dal ministero come autonome e dipendono dalle rispettive università, in quanto non hanno uno statuto universitario proprio:
- Collegio superiore dell'università di Bologna
- Scuola superiore di Catania
- Istituto superiore universitario di formazione interdisciplinare di Lecce
- Scuola Galileiana di Studi Superiori di Padova
- Collegio europeo di Parma
- Scuola superiore per Mediatori Linguistici di Reggio Calabria[17]
- Scuola superiore Santa Chiara dell'Università di Siena
- Scuola di studi superiori dell'Università degli Studi di Torino
- Scuola superiore dell'Università di Udine
- Scuola di Studi Superiori Giacomo Leopardi dell'Università di Macerata

#### Istituti di alta formazione dottorale
- Gran Sasso Science Institute (GSSI) dell'Aquila
- Scuola IMT Alti Studi Lucca (Istituzioni, mercati, tecnologie Alti studi, o IMT) di Lucca
- Scuola Internazionale Superiore di Studi Avanzati (SISSA) di Trieste
- Scuola Internazionale di Chirurgia Robotica (Robotic School-Grosseto) di Grosseto[18]

## Università straniere
In Italia sono inoltre operative istituzioni rilascianti titoli accademici di diritto straniero (come per esempio le numerose università pontificie presenti in Roma, rilascianti titoli di diritto canonico, o filiazioni di università statunitensi). Le seguenti istituzioni vengono di seguito riportate per Stato d'appartenenza:

### Stato della Città del Vaticano
Riportate di seguito divise per regione:

#### Lazio
- Pontificia Università Antonianum (Pontificia Ūnĭversĭtās Antonianum)
- Pontificia Università Gregoriana (Pontificia Ūnĭversĭtās Gregoriana)
- Pontificia Università Lateranense (Pontificia Ūnĭversĭtās Lateranensis)
- Pontificia Università della Santa Croce (Pontificia Ūnĭversĭtās Sanctæ Crucis)
- Pontificia università "San Tommaso d'Aquino" (Pontificia Studiōrum Ūnĭversĭtās a Sancto Thoma Aquinate in Urbe)
- Pontificia università urbaniana (Pontificia Ūnĭversĭtās Urbaniana)
- Università Pontificia Salesiana (Pontificia Studiōrum Ūnĭversĭtās Salesiana)
- Pontificio ateneo Regina Apostolorum (Atheneum Pontĭfĭcĭum Rēgīna Apostolōrum)
- Pontificia facoltà teologica "Marianum" (Pontificia Făcultās Theologică "Marianum")
- Pontificia facoltà teologica San Bonaventura (Pontificia Făcultās Theologică S. Bonaventuræ)
- Pontificio ateneo Sant'Anselmo (Pontificia Ūnĭversĭtās Sancti Anselmo)
- Pontificia facoltà teologica Teresianum (Pontificia Făcultās Theologică Teresianum)
- Pontificia facoltà di scienze dell'educazione Auxilium (Pontificiæ Facultatis Scientiārum Educationis Auxĭlĭum)
- Pontificio Istituto di Archeologia Cristiana (Pontificum Instĭtūtum Archæologiæ Christianæ)
- Pontificio istituto di musica sacra (Pontificium Instĭtūtum Musicæ Sacræ)
- Pontificio Istituto di Studi Arabi e d'Islamistica (Pontificium Instĭtūtum Studiōrum Arabicōrum & Islamisticæ)
- Pontificio istituto Giovanni Paolo II (Pontificium Instĭtūtum Theologicum prō Scientiis de Matrimonio & Fămĭlĭa Ioanni Paulo II dicatum)
- Pontificio Istituto Biblico (Pontificium Instĭtūtum Biblicum)
- Pontificio istituto orientale (Pontificium Instĭtūtum Orientalĭum Studiōrum)
- Pontificia Accademia Alfonsiana (Pontificium Institutum Superius Theologiae Moralis ad instar Facultatis)
- Pontificio Istituto di teologia della vita consacrata "Claretianum" (Pontificium Instĭtūtum Theologiæ Vitæ Consecratæ Claretianum)

#### Campania
- Pontificia facoltà teologica dell'Italia meridionale

#### Sardegna
- Pontificia facoltà teologica della Sardegna (Pontificia Făcultās Theologică Sardiniæ)

#### Sicilia
- Pontificia facoltà teologica di Sicilia "San Giovanni Evangelista" (Pontificia Făcultās Theologică Siciliæ  "S. Ioannes Evangelista")

#### Emilia-Romagna
- Facoltà teologica dell'Emilia-Romagna (Făcultās Theologică Æmiliæ Romaniolæ)

#### Toscana
- Facoltà Teologica dell'Italia Centrale
- Istituto Universitario Sophia

#### Lombardia
- Facoltà teologica dell'Italia settentrionale
- Pontificio Istituto Ambrosiano di Musica Sacra

#### Puglia
- Facoltà Teologica Pugliese

#### Veneto
- Facoltà teologica del Triveneto
- Studium Generale Marcianum (Stŭdĭum Generale Marcianum)

#### Trentino-Alto Adige
- Studio teologico accademico Bressanone (Stŭdĭum Theologicum Academicum Brixinense)

### Stati Uniti D'America
Riportate di seguito divise per regione:

#### Lazio
- The American University of Rome
- John Cabot University
- St. John's University

#### Emilia-Romagna
- Johns Hopkins University "Paul H. Nitze School of Advanced International Studies" Europe of Bologna

#### Toscana
- Istituto Lorenzo de' Medici (LdM) - Marist College

## Università internazionali

### Istituti di alta formazione e ricerca
- Istituto Universitario Europeo (IUE) di Fiesole
- Centro internazionale di fisica teorica Abdus Salam di Trieste